# Ferdinand Schörner
Ferdinand Schörner (München, 12. lipnja 1892. – München, 2. srpnja 1973.), bio je njemački general i kasnije feldmaršal u doba Drugog svjetskog rata.

## Životopis
Ferdinand Schörner rođen je u Münchenu, u Kraljevini Bavarskoj, saveznoj državi unutar Njemačkog carstva. Kao poručnik Njemačke vojske i veteran Prvog svjetskog rata sudjelovao je u Bitki za Caporetto, u jesen 1917., gdje su snage Austro-Ugarske i Njemačke u zajedničkoj ofenzivi razbile talijansku liniju. Između dva rata radio je kao časnik za osoblje i vojni instruktor. Sudjelovao je i u Münchenskom (Hitlerovom) puču kao zapovjednik Vojnog okruga VII u Münchenu i pomoćnik generala Otta von Lossowa, na strani bavarske vlade protiv nacista. Posebno se istaknuo u Drugom svjetskom ratu, u osvajanju Poljske, u ratu na Balkanu i Grčkoj, gdje je zaslužio Viteški križ. Naime, bio je jedan od 27 ljudi kojima je dodijeljena posebna vrsta Željeznog križa: Viteški križ s hrastovim lišćem, mačevima i dijamantima (njem. Ritterkreuz des Eisernen Kreuzes mit Eichenlaub, Schwertern und Brillanten), koji se dodjeljivao za izuzetnu hrabrost na bojnom polju ili za izvanredno vojno vođenje. Posebno se istaknuo na Istočnom bojištu, gdje je predvodio mnoge grupe vojske; zahvaljujući svemu tome stekao je mnoga unaprijeđenja i postao omiljen među vodećim nacistima, Goebbelsu i Hitleru.
Između ostalog, Schörner je kao uvjereni nacist bio poznat po svojoj brutalnosti. Na kraju Drugoga svjetskoga rata bio je Hitlerov omiljeni zapovjednik, a u travnju 1945. postao je jedan od zapovjednika obrane Berlina te je naslijedio Hitlera na mjestu zapovjednika njemačkih Obrambenih snaga, koje je Hitler osobno držao od 1941.

## Uhićenje, optužba i kasniji život
Sovjetske vlasti uhitile su Schörnera u kolovozu 1951. te ga optužile "da je tijekom okupacije SSSR-a, s položaja zapovjednika u bivšoj njemačkoj vojsci te jednog od tvoraca plana napada na SSSR, aktivno sudjelovao u pripremi i provedbi zločinačkog rata protiv SSSR-a kršeći pritom međunarodna prava i ugovore". U veljači 1952. godine Vojni odbor Vrhovnog suda SSSR osudio ga je na 25 godina zatvora. Uredbom Predsjedništva Vrhovnog sovjeta u travnju 1952. smanjena mu je kazna na 12 i pol godina. Uredbom iz prosinca 1954. godine omogućeno mu je da se preda vlastima Demokratske Republike Njemačke, koje su dozvolile da ode u Zapadnu Njemačku 1958. godine. Tu je uhićen i optužen za ilegalna pogubljenja njemačkih vojnika optuženih za dezerterstva tijekom rata. Proglašen je krivim i osuđen na kaznu zatvora u trajanju od četiri i pol godine, koju je i odslužio. Pušten je 1963. godine i, gotovo zaboravljen, ostatak života proveo u Münchenu, u kojem je umro 1973. Potkraj 1960-ih dao je poduži intervju talijanskom povjesničaru Mariju Silvestriju, gdje je govorio o svom sudjelovanju u Prvom svjetskom ratu, u već spomenutoj Bitki kod Caporetta.
Posljednji je njemački feldmaršal koji je umro: naime, nadživio je i Ericha von Mansteina za 23 dana. Pokopan je u Mittenwaldu. Posljednji preživjeli njemački časnik ekvivalentnog čina sa Schörnerom bio je admiral flote Karl Dönitz, posljednji predsjednik Trećeg Reicha, koji je umro 1980.

## Vanjske poveznice

### Sestrinski projekti
|  | Zajednički poslužitelj ima još gradiva o temi Ferdinand Schörner |

### Mrežna sjedišta
- Lexikon der Wehrmacht: Schörner, Ferdinand Arhivirana inačica izvorne stranice od 6. listopada 2012. (Wayback Machine) (njem.)
- Ferdinand Schörner – Der Spiegel 48/1963. (njem.)
- www.generals.dk – Schörner, Ferdinand (engl.)